# Никлас Фюлкруг
Никлас Фюлкруг (на немски: Niclas Füllkrug) е германски футболист, роден на 9 февруари 1993 г. в Хамбург. Играе на поста нападател в Уест Хям Юнайтед и националния отбор на Германия.